# 千葉市立泉谷中学校
千葉市立泉谷中学校 (ちばしりつ いずみやちゅうがっこう) は千葉県千葉市緑区おゆみ野中央四丁目にある公立中学校。

## 概要
1984年におゆみ野地区初の中学校として開校。 生徒数の増加によって、有吉中学校やおゆみ野南中学校が分離新設校として開校した。校訓は「誠実・自学・協力」。

## 沿革
- 1984年4月5日 開校。

- 1997年 有吉中学校が分離。学区の編成が行われる。

- 2011年 おゆみ野南中学校が分離。

## 周辺施設
- 千葉市立泉谷小学校

- 鎌取駅

- おゆみ野駅

- 泉谷公園

## 同中学校出身の有名人
- 岡本昌弘（ジェフユナイテッド市原・千葉→愛媛FC→サガン鳥栖所属のサッカー選手）